# HD 35184
HD 35184 är en ensam stjärna i den norra delen av stjärnbilden Taffelberget. Den har en skenbar magnitud av ca 6,50 och kräver åtminstone en handkikare för att kunna observeras. Baserat på parallax enligt Gaia Data Release 2 på ca 8,7 mas, beräknas den befinna sig på ett avstånd på ca 375 ljusår (ca 115 parsek) från solen. Den rör sig bort från solen med en heliocentrisk radialhastighet på ca 14 km/s.

## Egenskaper
HD 35184 är en vit till blå stjärna i huvudserien av spektralklass A6 V. Den har en massa som är cirka 2,2 solmassor, en radie som är cirka 2,8 solradier och har cirka 25 gånger solens utstrålning av energi från dess fotosfär vid en effektiv temperatur av cirka 8 000 K.